# Rezolucija Vijeća sigurnosti UN-a 1104
Rezolucijom Vijeća sigurnosti UN-a 1104, usvojenom jednoglasno 8. travnja 1997., nakon pozivanja na rezolucije 808 (1993.) i 827 (1993.) i razmatranja nominacija za suce Međunarodnog kaznenog suda za bivšu Jugoslaviju koje je glavni tajnik Kofi Annan primio 13. ožujka 1997., Vijeće je utvrdilo listu kandidata sukladno čl.13 Statuta Međunarodnog suda koji će biti proslijeđen Općoj skupštini.
Popis nominacija bio je sljedeći:
- Masoud Mohamed Al-Amri (Katar)
- George Randolph Tissa Dias Bandaranayake (Šri Lanka)
- Antonio Cassese (Italija)
- Babiker Zain Elabideen Elbashir (Sudan)
- Saad Saood Jan (Pakistan)
- Claude Jorda (Francuska)
- Adolphus Godwin Karibi-Whyte (Nigerija)
- Richard George May (UK)
- Gabrielle Kirk McDonald (SAD)
- Florence Ndepele Mwachande Mumba (Zambija)
- Rafael Nieto Navia (Kolumbija)
- Daniel Nsereko (Uganda)
- Elizabeth Odio Benito (Kostrika)
- Fouad Abdel-Moneim Riad (Egipat)
- Almiro Simtes Rodrigues (Portugal)
- Mohamed Shahabuddeen (Gvajana)
- Jan Skupinskisukobjska)
- Wang Tieya (Kina)
- Lal Chand Vohrah (Malezija)

 
Od 19 kandidata, njih 11 će biti izabrano u Sud.

## Vanjske poveznice
| Wikizvor | Engleski Wikizvor ima izvorni tekst na temu: United Nations Security Council Resolution 1104 |

- Text of the Resolution at undocs.org